# Écrasement du bombardier Liberator à Montréal

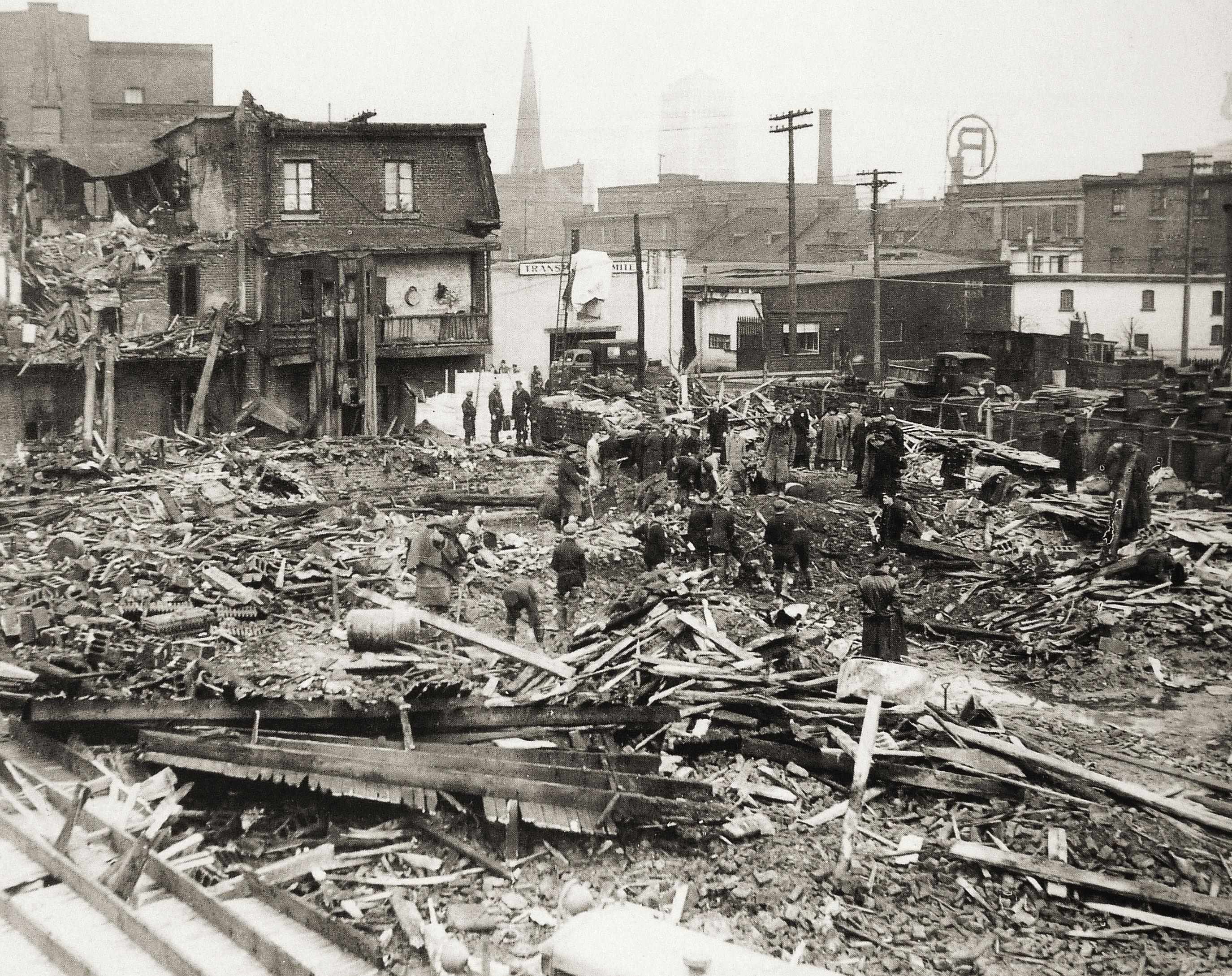
189, rue Peel, Montréal, le 25 avril 1944

L’écrasement du bombardier Liberator survient à Montréal le 25 avril 1944, durant la Seconde Guerre mondiale. Il est décrit comme l'un des pires accidents d'avion survenu à Montréal.

## L'incendie

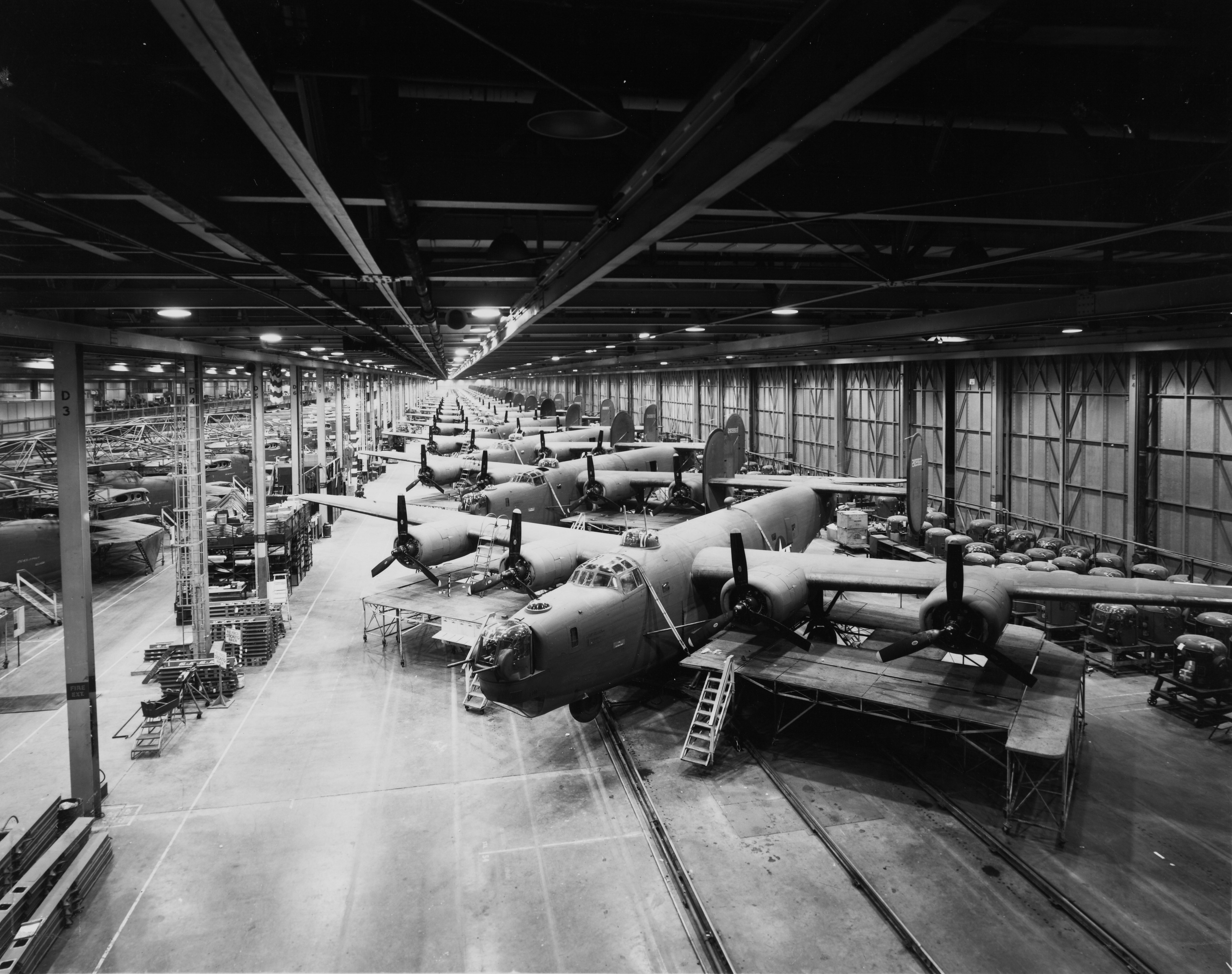
Construction de Consolidated B-24 Liberator dans l'usine Willow Run à Michigan.

Le Liberator est un bombardier quadrimoteur de l'Aviation royale du Canada. Dans son vol inaugural, il doit quitter l'aéroport Dorval pour l'Angleterre. Dès le décollage à 10 h 24, l'appareil éprouve des problèmes qui sont communiqués au poste de contrôle de Dorval. Vers 10 h 30, alors qu'il survole le centre-ville de Montréal, certain passants remarquent l'étrange trajectoire du vol. Alors que le pilote paraît vouloir gagner le fleuve, l'avion ne semble pouvoir prendre de la hauteur. Des passants notent qu'une partie de la queue et une aile se détachent alors que d'autres remarquent que l'avion prend feu. L'avion évite de justesse la tour de la Gare Windsor et la cheminée de la brasserie Dow.
L'avion de 18 tonnes s'écrase sur deux maisons de la rue Shannon et Ottawa dans Griffintown 45° 29′ 41″ N, 73° 33′ 32″ O et détruit une quinzaine de maisons dans l'explosion qui suit. Plusieurs sauvetages héroïques sont menés par les pompiers et les policiers, notamment par Jimmy Carrol[Qui ?] qui sauve deux femmes des flammes. Mais au total, 10 civils périssent dans l'écrasement ainsi que les 5 pilotes et membres de l'équipage du bombardier.

## Causes de l'incendie
Dans son rapport, le coroner Richard Duckett attribue une cause accidentelle à la mort des victimes de l'écrasement d'avion. Dans son propre rapport, le Ministère de la Défense nationale note que l'accident est causé par une faiblesse d'ordre structurale.